# Marienlyst Station
Marienlyst Station er en dansk jernbanestation i udkanten af Helsingør. Ikke langt fra stationen ligger Hotel Marienlyst, Marienlyst Slot og Helsingør Idrætspark.
Stationen ligger på Hornbækbanen mellem Helsingør og Gilleleje og betjenes af tog fra Lokaltog.
Perronen er indrettet på sydsiden af sporet som en trekant mellem Lappen og Strandalleen. Fra Campingvej er der mulighed for at krydse sporet for opgang til perronen. Der er niveaufri adgang fra Lappen, hvor der er indrettet en buslomme med et "dobbelt" venteskur med bænke, der vender både mod bussen og jernbanen. På perronen er der desuden indrettet en mindre cykelparkering.
Fra stationens nordvestlige udkørsel krydser sporet Lappen i en bevogtet jernbaneoverskæring, hvor perronen går over i fortovet til Lappen. Den sydøstlige udkørsel fortsætter parallelt med Campingvej.

## Galleri
- Venteområdet
- Perronen